# Saison 3 de Rizzoli and Isles
Chronologie
Saison 2 Saison 4
Cet article présente le guide des épisodes de la troisième saison de la série télévisée américaine Rizzoli and Isles.
Comme pour la saison précédente, dix épisodes ont été diffusés aux États-Unis durant l'été (du 5 juin 14 août 2012), puis les 5 autres à l'automne (27 novembre au 25 décembre 2012). Au Canada, la saison a été diffusée sur Super Channel, au Québec, sur Séries+ du 6 février au 15 mai 2013. En Belgique, elle a été diffusée sur La Une du 6 mars au 24 avril 2014 et en France sur France 2 du 10 mars au 16 juin 2014.

## Distribution

### Acteurs principaux
- Angie Harmon (VF : Juliette Degenne) : Détective  Jane Rizzoli
- Sasha Alexander (VF : Ariane Deviègue) : Dr Maura Isles
- Lorraine Bracco (VF : Maïk Darah) : Angela Rizzoli
- Bruce McGill (VF : Vincent Grass) : Sergent Détective  Vince Korsak
- Lee Thompson Young (VF : Raphaël Cohen) : Détective  Barry Frost
- Jordan Bridges (VF : Fabrice Fara) : Détective Francesco « Frankie » Rizzoli Junior
- Brian Goodman (en) (VF : Didier Cherbuy) : Lieutenant Sean Cavanaugh[1]

### Acteurs récurrents et invités
- Tina Huang (VF : Sophie Arthuys) : Susie Chang (9 épisodes)
- Ed Begley Jr. : Dr Pike[2] (épisodes 1 et 7)
- Billy Burke (VF : Pierre Tessier) : Gabriel Dean[2] (épisode 1)
- Jacqueline Bisset : Constance Isles[2] (épisode 1)
- John Doman : Patrick « Paddy » Doyle[2] (épisode 1)
- Colin Egglesfield (VF : Sébastien Desjours) : Tommy Rizzoli[2] (épisodes 2, 10, 11 et 15)
- Chazz Palminteri (VF : Philippe Dumond) : Frank Rizzoli Senior[2] (épisode 2)
- Darryl Alan Reed : Rondo (épisodes 3, 4, 10 et 13)
- Eddie Cibrian : Dennis Rockmond[3] (épisodes 3 et 10)
- Chris Vance : lieutenant-colonel Casey Jones[2] (épisodes 3, 4, 14 et 15)
- Sharon Lawrence : Dr Hope Martin(épisodes 5, 6 et 15)
- Emilee Wallace (VF : Camille Donda) : Cailin Martin (épisode 6)
- Alexandra Holden (VF : Anne Mathot) : Lydia Sparks (épisodes 7, 9, 10 et 11)

## Épisodes

### Épisode 1:Ce qui ne nous tue pas
- États-Unis : 5 juin 2012 sur TNT[4]
- Québec : 6 février 2013 sur Séries+
- Belgique : 6 mars 2014 sur La Une
- France : 10 mars 2014 sur France 2

- États-Unis : 5,62 millions de téléspectateurs[5]
- Belgique : 95 000 téléspectateurs

### Épisode 2:Rancœur de consœur
- États-Unis : 12 juin 2012 sur TNT
- Québec : 13 février 2013 sur Séries+
- Belgique : 13 mars 2013 sur La Une
- France : 17 mars 2014 sur France 2

- États-Unis : 5,13 millions de téléspectateurs[6]
- Belgique : 132 100 téléspectateurs

### Épisode 3:Après le combat
- États-Unis : 19 juin 2012 sur TNT
- Québec : 20 février 2013 sur Séries+
- Belgique : 13 mars 2013 sur La Une
- France : 24 mars 2014 sur France 2

- États-Unis : 5,36 millions de téléspectateurs[7]
- Belgique : 88 500 téléspectateurs

### Épisode 4:La Maison de poupées
- États-Unis : 26 juin 2012 sur TNT
- Québec : 27 février 2013 sur Séries+
- Belgique : 20 mars 2014 sur La Une
- France : 31 mars 2014 sur France 2

- États-Unis : 5,43 millions de téléspectateurs[8]

### Épisode 5:Derrière l'armure
- États-Unis : 3 juillet 2012 sur TNT
- Québec : 6 mars 2013 sur Séries+
- Belgique : 20 mars 2014 sur La Une
- France : 7 avril 2014 sur France 2

- États-Unis : 5,32 millions de téléspectateurs[9]

### Épisode 6:Argent facile, plaisir fatal
- États-Unis : 10 juillet 2012 sur TNT
- Québec : 13 mars 2013 sur Séries+
- Belgique : 27 mars 2014 sur La Une
- France : 14 avril 2014 sur France 2

- États-Unis : 5,52 millions de téléspectateurs[10]

### Épisode 7:Harcèlement textuel
- États-Unis : 17 juillet 2012 sur TNT
- Québec : 20 mars 2013 sur Séries+
- Belgique : 27 mars 2014 sur La Une
- France : 21 avril 2014 sur France 2

- États-Unis : 5,84 millions de téléspectateurs[11]

### Épisode 8:Coupe-gorge
- États-Unis : 24 juillet 2012 sur TNT
- Québec : 27 mars 2013 sur Séries+
- Belgique : 3 avril 2014 sur La Une
- France : 12 mai 2014 sur France 2

- États-Unis : 5,59 millions de téléspectateurs[12]

### Épisode 9:Célébrité locale
- États-Unis : 31 juillet 2012 sur TNT
- Québec : 3 avril 2013 sur Séries+
- Belgique : 3 avril 2014 sur La Une
- France : 28 avril 2014 sur France 2

- États-Unis : 4,44 millions de téléspectateurs[13]

### Épisode 10:En chair et en plâtre
- États-Unis : 14 août 2012 sur TNT
- Québec : 10 avril 2013 sur Séries+
- Belgique : 10 avril 2014 sur La Une
- France : 19 mai 2014 sur France 2

- États-Unis : 6,04 millions de téléspectateurs[14]

### Épisode 11:La Mort au petit-déjeuner
- États-Unis : 27 novembre 2012 sur TNT[15]
- Québec : 17 avril 2013 sur Séries+
- Belgique : 10 avril 2014 sur La Une
- France : 26 mai 2014 sur France 2

- États-Unis : 3,44 millions de téléspectateurs[16]

### Épisode 12:Du best-seller au cimetière
- États-Unis : 4 décembre 2012 sur TNT
- Québec : 24 avril 2013 sur Séries+
- Belgique : 17 avril 2014 sur La Une
- France : 5 mai 2014 sur France 2

- États-Unis : 4,75 millions de téléspectateurs[17]

- Shawn Pyfrom (Bradley Palmer)

### Épisode 13:Amour virtuel
- États-Unis : 11 décembre 2012 sur TNT
- Québec : 1er mai 2013 sur Séries+
- Belgique : 17 avril 2014 sur La Une
- France : 2 juin 2014 sur France 2

- États-Unis : 3,79 millions de téléspectateurs[18]

### Épisode 14:Du foot, des filles et des gâteaux
- États-Unis : 18 décembre 2012 sur TNT
- Québec : 8 mai 2013 sur Séries+
- Belgique : 24 avril 2014 sur La Une
- France : 9 juin 2014 sur France 2

- États-Unis : 3,42 millions de téléspectateurs[19]

### Épisode 15:Fini les drames
- États-Unis : 25 décembre 2012 sur TNT
- Québec : 15 mai 2013 sur Séries+
- Belgique : 24 avril 2014 sur La Une
- France : 16 juin 2014 sur France 2

- États-Unis : 4,42 millions de téléspectateurs[20]

## Audiences
| Épisode | Titre original             | Titre français                     | Date de diffusion originale | Audiences aux États-Unis (TNT) |
| ------- | -------------------------- | ---------------------------------- | --------------------------- | ------------------------------ |
| 1       | What Doesn't Kill You      | Ce qui ne nous tue pas             | 5 juin 2012                 | 5.62                           |
| 2       | Dirty Little Secret        | Rancœur de consœur                 | 12 juin 2012                | 5.13                           |
| 3       | This Is How a Heart Breaks | Après le débat                     | 19 juin 2012                | 5.36                           |
| 4       | Welcome to the Dollhouse   | La Maison de poupées               | 26 juin 2012                | 5.43                           |
| 5       | Throwing Down the Gauntlet | Derrière l'armure                  | 3 juillet 2012              | 5.32                           |
| 6       | Money Maker                | Argent facile, plaisir fatal       | 10 juillet 2012             | 5.51                           |
| 7       | Crazy for You              | Harcèlement textuel                | 17 juillet 2012             | 5.84                           |
| 8       | Cuts Like a Knife          | Coupe-gorge                        | 24 juillet 2012             | 5.59                           |
| 9       | Home Town Glory            | Célébrité locale                   | 31 juillet 2012             | 4.44                           |
| 10      | Melt My Heart to Stone     | En chair et en plâtre              | 14 août 2012                | 6.04                           |
| 11      | Class Action Satisfaction  | La Mort au petit déjeuner          | 27 novembre 2012            | 3.44                           |
| 12      | Love the Way You Lie       | Du bestseller au cimetière         | 4 décembre 2012             | 4.75                           |
| 13      | Virtual Love               | Amour virtuel                      | 11 décembre 2012            | 3.79                           |
| 14      | Over/Under                 | Du foot, des filles et des gâteaux | 18 décembre 2012            | 3.42                           |
| 15      | No More Drama in My Life   | Fini les drames                    | 25 décembre 2012            | 4.42                           |